# Trường Yên, Chương Mỹ
Trường Yên là một xã thuộc huyện Chương Mỹ, thành phố Hà Nội, Việt Nam.
Xã có diện tích 6,02 km², dân số năm 1999 là 9.130 người, mật độ dân số đạt 1.517 người/km².
Xã được chia thành 4 thôn:Nhật Tiến, Phù Yên, Yên Trường 1, Yên Trường 2.